# Anacroneuria starki
Anacroneuria starki és una espècie d'insecte plecòpter pertanyent a la família dels pèrlids.

## Descripció
- Els adults presenten el cap groc amb un patró trapezoïdal entre els ulls i els ocels i les membranes alars marrons amb la nervadura també marró.
- La nimfa no ha estat encara descrita.[5]

## Hàbitat
En el seu estadi immadur és aquàtic i viu a l'aigua dolça, mentre que com a adult és terrestre i volador.

## Distribució geogràfica
Es troba a Centreamèrica: Nicaragua.